# 1801 en Lorraine
Chronologie de la Lorraine
- 1797
- 1798
- 1799
- 1800
- 1801
- 1802
- 1803
- 1804
- 1805

Cette page est une liste d'événements qui se sont produits durant l'année 1801 en Lorraine.

## Éléments contextuels

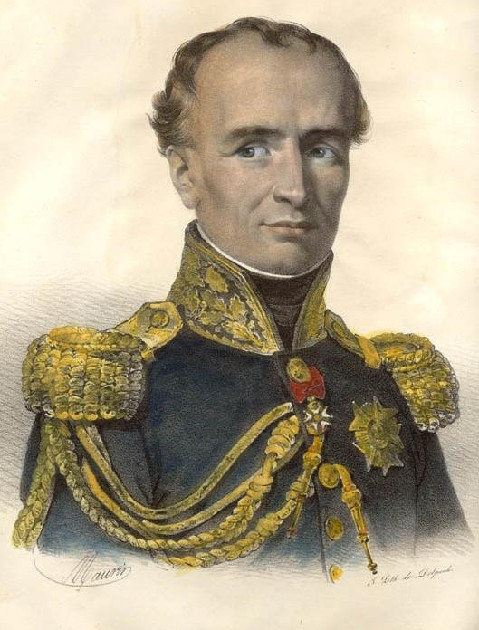
Le général Drouot

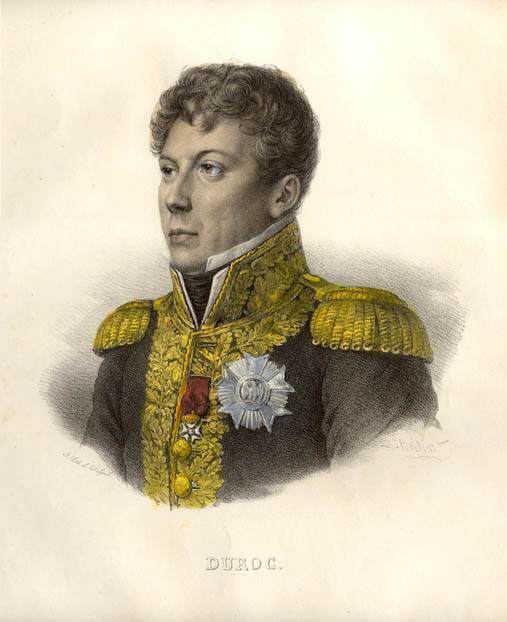
Le général Duroc

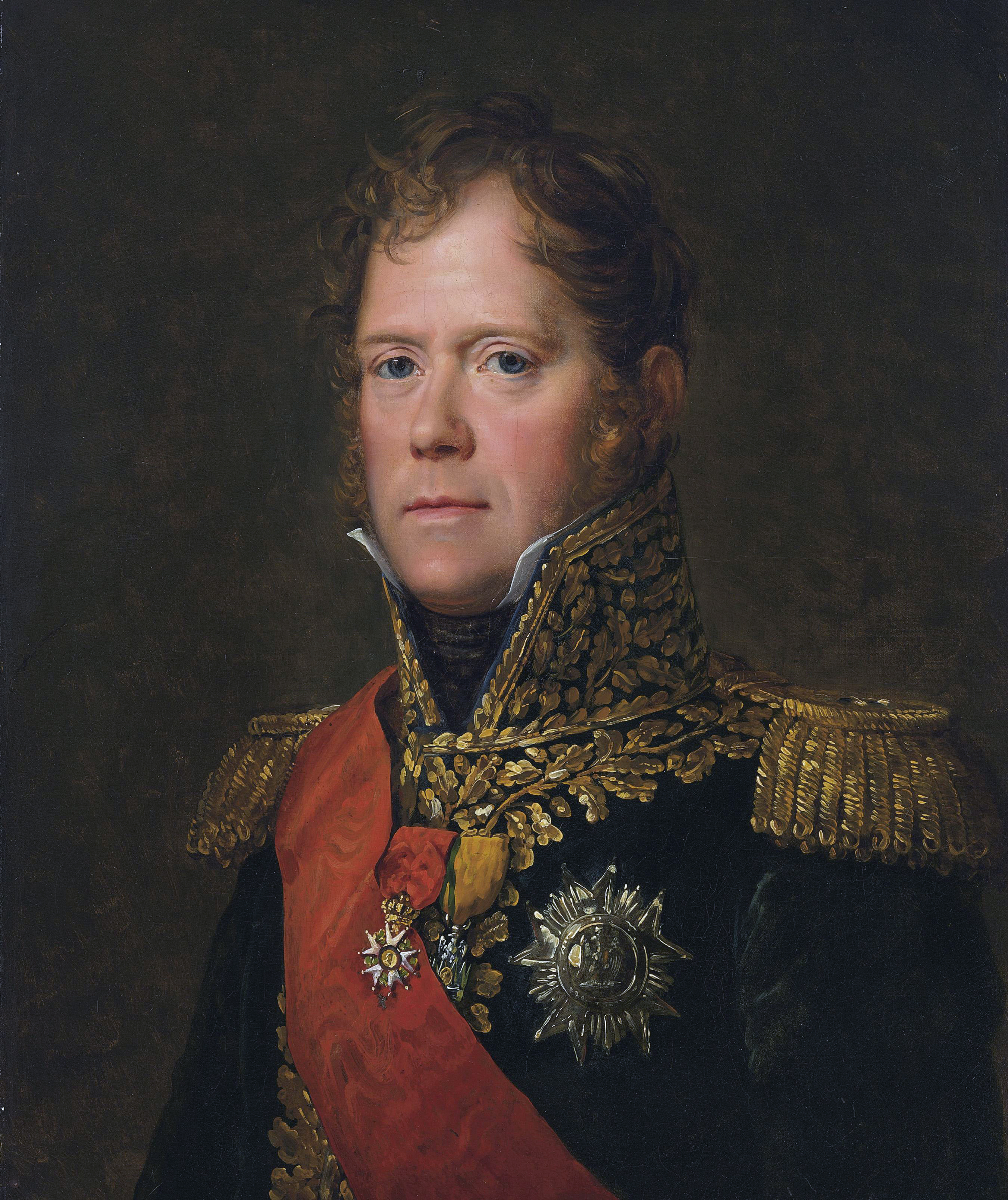
Le maréchal Ney.

- De nombreux généraux du Premier Empire sont issus des quatre départements lorrains : Drouot, Duroc, Fabvier, Ney, Eblé, Gouvion-Saint-Cyr, Oudinot, Exelmans, Victor, Molitor, Lasalle, Mouton, Haxo[1].
- Durant le XIXe siècle, une partie notable de la population lorraine (en particulier les germanophones), a migré vers plusieurs destinations, soit principalement : la Pologne russe, la Bavière rhénane, les États-Unis (dont New York, Saint-Louis (Missouri), l'Illinois, l'Ohio et le Texas), le Brésil et la ville de Paris[2],[3],[4].

Costumes lorrains du XIXe siècle par département
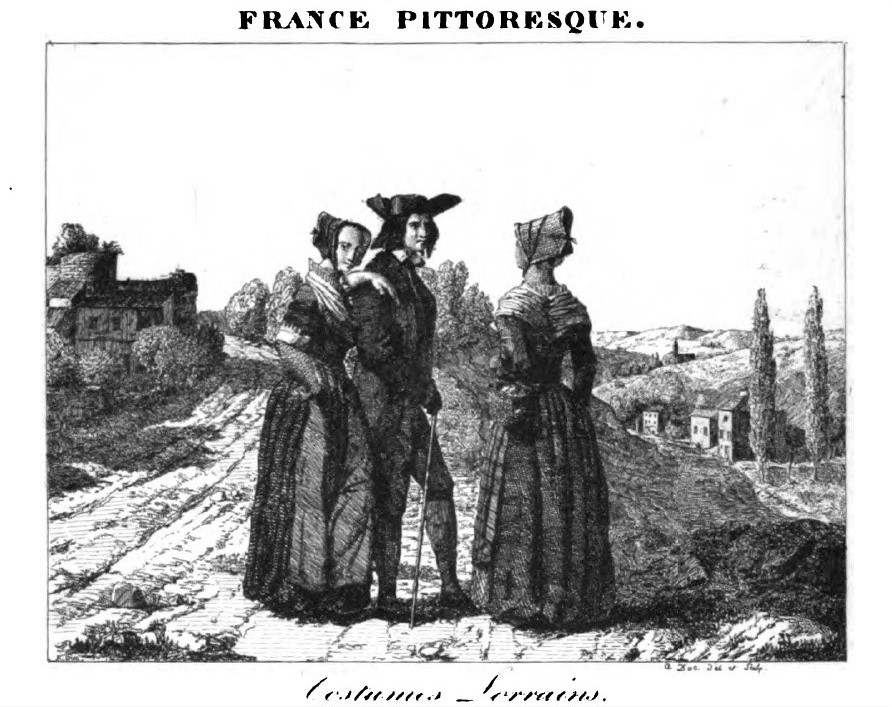
Meurthe
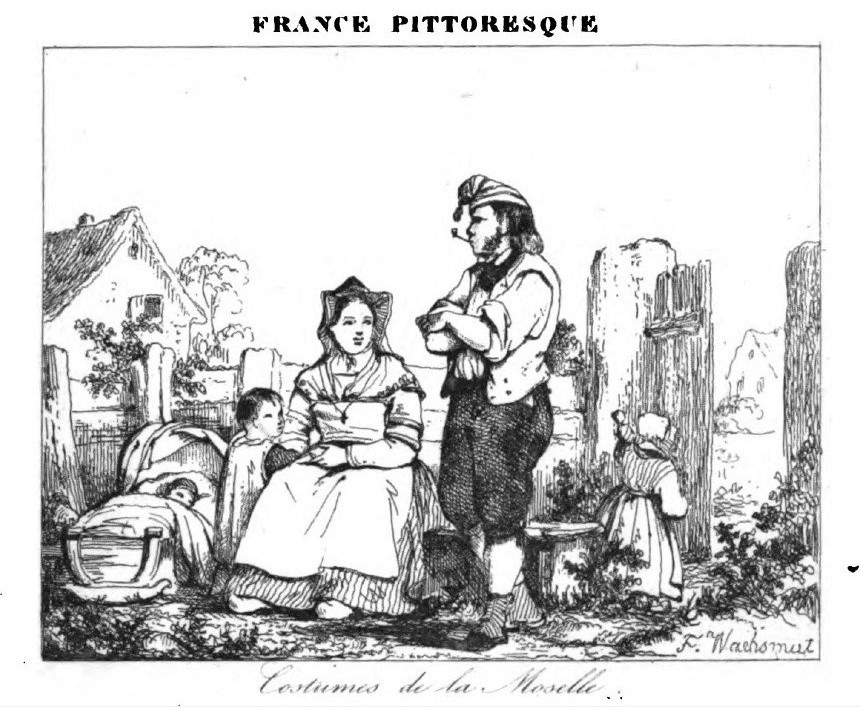
Moselle
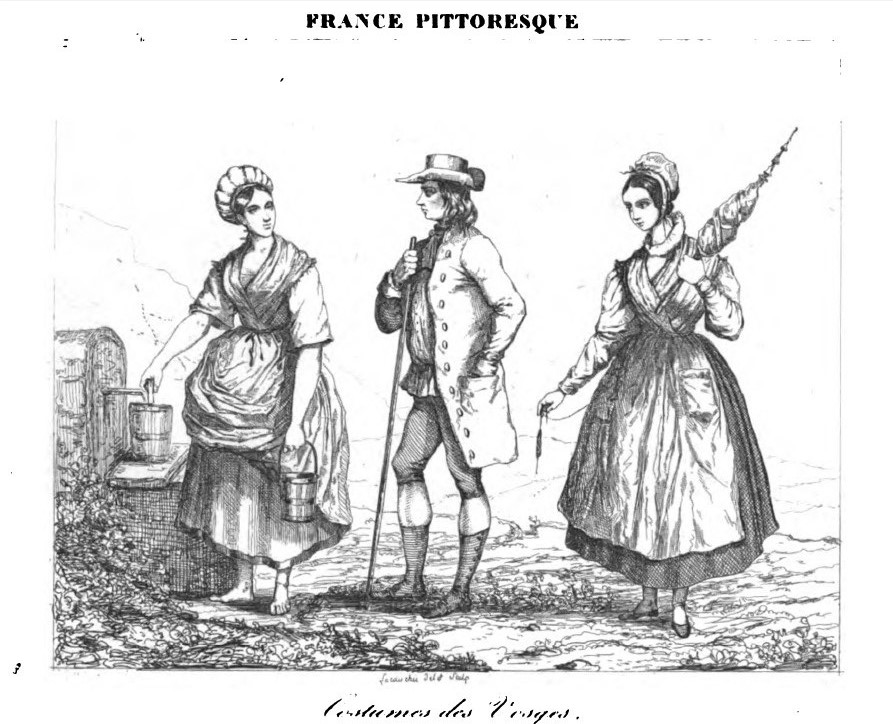
Vosges

## Événements

Gains territoriaux de la France confirmés à Lunéville en 1801.

- Création du Musée des Beaux-Arts de Nancy parmi 15 en France à la suite d'un décret consulaire mis au point par le ministre Chaptal[5].
- 9 février : c'est à Lunéville, dans les salons de l'hôtel Beauvau-Craon, que fut signé le traité de Lunéville par lequel s'est provisoirement conclu l'affrontement entre l'Autriche de François II et la France consulaire de Bonaparte[6],[7].
- 15 juillet : le concordat de 1801 crée 2 diocèses en Lorraine[7] : Metz (départements de la Moselle, des Ardennes et des Forêts) et Nancy (départements de la Meurthe, des Vosges et de la Meuse)[8],[9]. Si certains articles sont tombés en désuétude, ce concordat est encore appliqué en Alsace-Moselle[10].

## Naissances
- 1 janvier à Metz : Christophe Fratin, mort au Raincy (Seine-et-Oise) le 17 août 1864, sculpteur animalier français.
- 2 janvier à Nancy : Jonas Ennery, député français, mort à Bruxelles le 19 mai 1863. Il travailla pendant vingt-six ans à l'École juive de Strasbourg, dont il devint le directeur. En collaboration avec Hirth et Charles Cuvier, il compila un Dictionnaire général de géographie universelle ancienne et moderne, historique, politique et commerciale (4 vol., éd. Baquol et Simon, Strasbourg, 1839-41). Peu après il publia Le Sentier d'Israël, ou Bible des jeunes Israélites (Paris, Metz et Strasbourg, 1843)[11]. À la demande de la Société des bons livres, il prit part à la publication de Prières d'un cœur israélite, qui parut en 1848.
- 27 janvier à Metz : Laurent-Charles Maréchal (1801-1887)  – dit Maréchal de Metz[12] – dessinateur, pastelliste et peintre verrier français du XIXe siècle. Il est connu pour ses vitraux peints. Mais il est surtout considéré comme le chef de file du mouvement pictural que Baudelaire avait qualifié d’École de Metz, au Salon de 1845.
- 17 mars à Nancy : Louis Adolphe Aimé Fourier, comte de Bacourt, décédé à Nancy le 24 avril 1865, est un diplomate français.
- 28 mars à Nancy : Joseph Fawtier, homme politique français décédé le 4 août 1866 à Nancy.
- 22 septembre à Bouxières-aux-Chênes : Marie, Pierre, Adolphe de Circourt, mort le 17 novembre 1879 à La Celle-Saint-Cloud, diplomate et historien français.
- novembre  à Épinal : Jean-Paul Garnier, mort le 14 février 1869 à Paris, généralement connu sous le nom de Paul Garnier, horloger et mécanicien français du XIXe siècle.

## Décès
- 3 mars :
  - à Sarreguemines : Jean Baptiste Dumaire est un homme politique français, né le 11 mars 1741 à Aulnois-sous-Vertuzey
  - à Thionville : Jean-Étienne Bar, homme politique français né le 3 décembre 1749 à Anneville-sur-Mer (Manche).
- 30 avril à Ribeaucourt : Claude Jean Roussel, homme politique français né le 6 mai 1749 à Ribeaucourt (Meuse).
- 6 juillet : Joseph Carez, (né le 28 mars 1752 à Toul en France) est un imprimeur français exerçant à Toul. Il fait aussi, durant la Révolution, une brève carrière politique au service des habitants de l'ancien département de la Meurthe.
- 29 novembre à La Chaussée, près de Vigneulles-lès-Hattonchâtel : François Macquard, parfois orthographié Macquart, né le 18 octobre 1738 à Haumont-lès-Lachaussée en Lorraine, général de division de la Révolution française qui s'est illustré à l'armée d'Italie de 1792 à 1797.